# Der Tote im Dorfteich
Der Tote im Dorfteich ist ein Jugendroman der Autorin Franziska Gehm. Er erschien 2008 im Verlag Sauerländer und 2010 in der Gulliver-Taschenbuchreihe des Verlages Beltz & Gelberg.
Der Roman handelt von einem Jungen namens Jannek, der seine Oma Hanne in dem Dorf Ribberow besucht. Während seines Aufenthaltes klärt er gemeinsam mit einem alten Jugendfreund einen Mord auf. Der Roman ist eine mögliche Klassenlektüre der Sekundarstufe und wurde unter anderem von der Frankfurter Allgemeinen Sonntagszeitung besprochen.

## Inhalt

### Kapitel 1
Die Hauptfigur Jannek Jensen fährt in den Herbstferien zu seiner Oma Hanne nach Ribberow. Nach Anweisungen seiner Mutter soll er dort seiner alleinstehenden Oma Hanne etwas zur Hand gehen. Auf dem Weg dorthin trifft er auf seinen alten Schulfreund Till, ein Polizist, der ihn im Auto zu seiner Oma fährt. Die beiden Freunde vereinbaren ein Treffen am selben Tag, um am Dorfteich gemeinsam zu angeln.

### Kapitel 2
Jannek und Till sitzen am Dorfteich, angeln und sprechen über alte Zeiten, als Jannek plötzlich an seiner Angel eine Skeletthand aus dem Teich zieht. Dem noch unter Schock stehenden Jugendlichen wird es ganz schwarz vor Augen. Till, der sich nach ein paar Minuten wieder unter Kontrolle hat, versucht Jannek zu beruhigen. Die zwei Jugendlichen rufen bei der Polizei an und informieren sie über den Fund. Die Polizei untersucht den Tatort und pumpt den Weiher komplett aus, um mit den Untersuchungen besser voranzukommen. Dabei entdecken sie einen halben Ackerpflug und ein Skelett. Aber wer ist dieser Tote?

### Kapitel 3
Jannek versucht sich von seinem Fund im Weiher abzulenken. Daraufhin erleidet er in der darauffolgenden Nacht Panikattacken. Am nächsten Tag wird Jannek von seinem Freund Till angerufen, welcher ihm neue Informationen über den Toten zukommen lässt. Diese Information gibt Jannek seiner Oma Hanne weiter, die allerdings zuvor nichts davon gewusst haben möchte. Jannek versucht, das Thema zu verarbeiten und seine Gedanken zu ordnen, und fragt Hanne, ob er etwas für sie tun kann. Sie bittet ihn, ihr mit dem Fahrrad eine Creme aus der Apotheke in Großkumerow, einem Nebenort, zu holen. Auf dem Weg dorthin trifft Jannek auf Rike, die ebenfalls etwas für ihren Vater kauft. Nachdem Jannek ihr zuflüstert, dass sie vor dem Gebäude warten soll, fahren die beiden gemeinsam zurück, tauschen sich aus und veranstalten dabei ein Rennen von Großkumerow zurück nach Ribberow. Als Rike das Rennen gewonnen hat, unterhalten sich die beiden ein wenig darüber.

### Kapitel 4
Jannek und Till stellen Nachforschungen über Rikes Familie an. Die beiden Jungen sind in einer Bar, in der sie Dart spielen. Jannek erzählt Till von dem Treffen mit Rike, die in der Apotheke Schlafmittel für ihren Vater gekauft hat. Als die beiden Nachforschungen über ihre Familie anstellen, finden sie einen Artikel über Rikes Mutter, die sich in einem Wald erhängt haben soll. Am nächsten Tag betritt Jannek aus Neugier die alte Scheune seines Opas und entdeckt darin allerlei Sachen, darunter auch einen halben Ackerpflug. Das stimmt Jannek nachdenklich, denn er ahnt, dass der halbe Pflug, der bei der Leiche gefunden wurde, zu dem in der Scheune gehört.

### Kapitel 5
Die Jungs erfahren mehr über die Leiche und deren seltsame Vergangenheit. Die Polizei identifiziert mit Hilfe von DNA die Leiche als die von Frank Schelk und Till informiert Jannek über die Todesursache. Es ist noch nicht klar, wie Schelk genau gestorben ist, es ist nur klar, dass er in Großkumerow und Ribberow sehr bekannt ist. Auch JJs Mutter ist überrascht, als er ihr von dem Vorfall erzählt. Jannek fragt sich, was Schelk für eine Rolle spielt und welche Verbindung er zu seiner Mutter hat. Jannek kehrt noch einmal zurück zum Weiher und hofft, dass der Teil des Ackerpflugs nicht zu dem Teil in der Scheune seiner Oma gehört. Als er dort ankommt, ist die Polizei gerade dabei, den Pflug mitzunehmen, so dass Jannek das nicht mehr überprüfen kann. Am Abend trifft sich Jannek mit Till, um über die alten Zeiten zu reden. JJ erfährt, dass Herr Hempel, Tills Vater, den Toten aus der Schule kennt. Schelk war sehr unbeliebt und gilt als „Schmarotzer“ (S. 63). Der Mord scheint ein klarer Fall zu sein: Schelk schuldete seinem Geschäftspartner Geld und wollte eigentlich nach China flüchten.

### Kapitel 6
Jannek trifft sich mit Rike, die auf dem Weg zu ihrem Vater ist. Dabei hilft JJ ihr, die schweren Einkäufe nach Hause zu tragen. Als sie ankommen, lernt Jannek Rikes Vater, Robert Steinmann, kennen. Sie unterhalten sich über das Gerümpel, das der Junge vor dem Haus der Familie erblickt. Robert erzählt von seinen Skulpturen, die er seit dem Tod seiner Frau kreiert. Da er nett und freundlich erscheint, versteht Jannek nicht, warum Rikes Vater wie ein Fremder im Dorf behandelt wird. Auf die Frage Rikes, ob Jannek den Gerüchten, laut denen Herr Steinmann (Rikes Vater) der Mörder sei, glaube und ob er ihr nur geholfen habe, um herumzuschnüffeln, erwidert Jannek, er hätte nur gerne ihren Vater kennenlernen wollen, um sicher zu sein, dass er nichts mit dem Mord zu tun hat. Als Jannek schließlich das Haus von Rike verlässt, trifft er auf Till, der mit seinem Auto unterwegs ist. Jannek erzählt ihm von seinen Beobachtungen bei den Steinmanns, Till reagiert sehr gereizt und fährt sofort weiter.

### Kapitel 7
Jannek versucht, seine Oma Hanne nach dem unvollständigen Ackerpflug in der Scheune auszufragen. Außerdem stellen Jannek und Till fest, dass sie beide in Rike verliebt sind. Damit ihre Freundschaft nicht darunter leidet, beschließen sie, alles Weitere Rike entscheiden zu lassen. Abgesehen davon befragen sie Tills Eltern über Schelks Vergangenheit. Seine Eltern wissen angeblich nichts darüber, weshalb die Jungs beschließen, selber Nachforschungen anzustellen. Daher gehen sie in den Dorfkrug (die Dorfkneipe), um Informationen über Schelk zu bekommen. Knubs, der dort Stammkunde ist, weiß angeblich ebenfalls nichts, doch die Barfrau Sabine erinnert sich, dass Schelk vor ein paar Jahren in der Bar war und getrunken hatte. Mehr möchte sie allerdings auch nicht verraten.

### Kapitel 8
Jannek und Till gehen zur Grundschule nach Großkumerow, um im Archiv nachzuforschen. Dabei finden sie alte Jahrbücher und Schülerzeitungen. Die Jugendlichen sehen sich Bilder aus früheren Zeiten genauer an. Auf einem Foto können die beiden Freunde eine Band sehen, in der Frank und Tills Vater mitspielten. Als Nächstes fahren Jannek und Till in die Bibliothek von Sandemünde und schauen sich ältere Zeitungsausgaben und Artikel über den Selbstmord von Rikes Mutter an. Till erinnert sich, dass damals nur Rike und ihr Vater bei der Beerdigung anwesend waren. Ebenfalls lesen sie etwas über die mittlerweile aufgelöste LPG, einen bis 1989 staatlichen Landwirtschaftsbetrieb, bei dem Schelk die rechte Hand seines Geschäftspartners Schwericke gewesen ist. Über den Betrieb ist bekannt, dass die Arbeiter wenig Geld für ihre Tätigkeiten erhielten. Nach der Schließung der LPG habe der frühere Betriebsleiter eine Biofarm gegründet, um die Angestellten vor der Arbeitslosigkeit zu bewahren. Während der Recherche stellen Till und Jannek fest, dass eine unbekannte Affäre Schelks der Auslöser für einen Mord aus Eifersucht gewesen sein könnte. Die beiden Jungen beschließen, Schwericke über den Toten auszufragen.

### Kapitel 9
Der Aufklärungsversuch des Mordfalls an Frank Schelk erweist sich als harte Nuss. Jannek und Till machen sich auf den Weg, um Herrn Schwericke einige Fragen zum Mordfall zu stellen. Dabei kommt raus, dass Schwericke wegen eines Oberschenkelhalsbruchs von August bis November im Krankenhaus lag. Der Mord an Schelk fand jedoch im September statt. Tags darauf treffen sich JJ, Till und Rike am Marktplatz, um weitere Informationen zu sammeln. Sie finden heraus, dass die Verlobte von Schelk, eine gewisse Nicole, nach Ribberow gekommen ist, um sich das Hotel anzusehen, das Schelk ihr angeblich im Testament vermacht hat. Als JJ, Till und Rike sich mit Nicole in der Bar treffen, behauptet diese allerdings, Schelk habe ihr nichts außer Schulden hinterlassen. Auch erzählt Nicole den Protagonisten, bei dem „Hotel“ handle es sich eigentlich um einen Privatclub.

### Kapitel 10
Jannek und Till stellen weitere Recherchen zum Mord Frank Schelk an und denken immer noch darüber nach, was Rike über ihre Mutter gesagt hat. Während die Polizei beschließt, den Fall abzuschließen, ist Jannek überzeugt, den Mord an Schelk aufklären zu können: Er recherchiert mit seinem Freund Till weiter. JJ würde zwar gerne seine Oma befragen, traut sich jedoch nicht. Von Rike erhalten Till und Jannek noch mehr Informationen für ihre Nachforschungen. Rikes Mutter soll in Verbindung mit Schelks Bordell gestanden haben. Als Till und Jannek Robert Steinmann besuchen, erfahren sie, dass Rike verschwunden ist. Robert erzählt ihnen außerdem von einem Vorfall, der fünf Jahre zurückliegt: Damals sei seine Frau nach ihrem Vorstellungsgespräch in Schelks Privatclub ganz verstört nach Hause gekommen. Der Grund dafür sei unklar. Nach diesem Erlebnis sei Rikes Mutter oft tagelang nicht heimgekehrt. Als Robert sie eines Tages suchen gegangen sei, habe er sie tot aufgefunden. Sabrina Fischer war die Pastorin.

### Kapitel 11
Jannek und Till recherchieren und beschaffen weitere Informationen über Schelk. Zuerst befragen sie Sabine, die Barbesitzerin. Aber direkt nach der ersten Frage fordert Sabine sie auf, ihre bis dahin noch nicht geöffnete Bar zu verlassen. Daraufhin beschließen Till und Jannek, zunächst getrennt weiter zu suchen. Während Till nach Hause fährt, begibt sich JJ zum Haus seiner Großeltern, wo Hanne auf dem Hof die Hühner füttert. Er befragt sie zu Schelk, aber ihre Antworten werfen immer neue Fragen auf. Hanne wird unsicher und weigert sich schließlich, noch mehr Fragen zu beantworten. Jannek sprintet daher direkt zu Till, um ihm alles zu berichten und um in Erfahrung zu bringen, ob Till über seinen Vater etwas herausfinden konnte. Doch noch bevor Till seinen Satz beendet hat, klingelt es: Vor der Tür steht die vermisste Rike. Sie möchte von Tills Vater mehr über den Selbstmord ihrer Mutter erfahren.

### Kapitel 12
Rike, Jannek und Till versuchen, den Pflug aus der Scheune von Janneks Opa wieder in den Fokus zu rücken. Dabei verfolgen sie einen strikten Plan. Die drei Freunde platzieren den Ackerpflug auf der Bühne, die für das Dorffest auf dem Dorfplatz aufgebaut ist, so dass alle Bewohner von Ribberrow ihn sehen können. Dadurch erhoffen sie sich, dass allgemeine Schweigen zu brechen und den einen oder anderen Ribberower zu einer unbedachten Aussage zu verleiten. Tatsächlich geht ihr Plan auf, denn als sie den halben Ackerpflug auf die Bühne hieven, verstummen die Gespräche schlagartig und die Dorfbewohner sehen sich gezwungen, sich zu dem Mord zu äußern.

### Kapitel 13
Jannek, Till und Rike finden heraus, dass sich am Abend des Mordes alle Dorfbewohner in der Kneipe getroffen haben. Schelk habe damals Rikes Mutter, Helena Steinmann, bedrängt und gegen ihren Willen seine Arme um sie geschlungen. Helena habe sich gewehrt und auf ihn eingeschlagen, um ihn von sich fernzuhalten. Dabei seien ihr verschiedene Dorfbewohner zu Hilfe geeilt, bis sich eine ganze Menschenmenge gebildet habe, die Schelk beschimpfte. Schelk sei geflohen und von den Dorfbewohnern verfolgt worden. Schließlich endete er in einer Sackgasse und versuchte sich zu retten, indem er über eine Mauer sprang. Dabei fiel er mit den Kopf auf einen Stein hinter der Mauer. Daraufhin verblutete er und die Dorfgemeinschaft „begrub“ ihn im Weiher. Seitdem spricht niemand mehr über diesen Vorfall. Jannek erfährt von Hanne, dass Frank Schelk sein Vater ist, was ihn frustriert.

### Kapitel 14
Jannek muss zurück nach Pinzlau. Er ist nachdenklich, lässt die letzten Tage Revue passieren und denkt intensiv über seine Zeit in Ribberow nach. Ihn betrübt der Gedanke, dass Schelk sein Vater sein könnte. Als er Hanne fragt, ob seine Vermutung wahr ist, antwortet sie nur mit einem Nicken. Das gibt ihm zu denken. Auf der Heimfahrt im Zug erzählt ihm Rike in einem Telefonat, dass sie sich für ein Praktikum in Pinzlau bei einem Großblumenhändler beworben und auch bereits eine Zusage erhalten hat. Beide sind glücklich, einander auch in Zukunft weiter sehen zu können.

## Erzählperspektive
Die Geschichte wird von einem Er-Erzähler in der personalen Erzählperspektive wiedergegeben. Eine Ausnahme bilden die drei kurzen Abschnitte im ersten Kapitel, in denen die Leiche im See beschrieben wird: Sie deuten klar auf einen auktorialen Erzähler hin.

## Protagonisten und weitere Charaktere

### Jannek Jensen
- Sohn von Frank Schelk (S. 167)
- Enkel von Hanne (Jensen) (S. 6)
- Spitzname JJ (S. 8)
- 16 Jahre alt (S. 15)
- 1,84 m groß, „dunkelbraune, störrische Haare“ und große braune Augen
- ist in Rike verliebt
- verhält sich gegenüber allen Personen freundlich und möchte niemanden verletzen Bsp. (S. 17)
- zunächst sehr zurückhaltend und ängstlich (S. 23)
- ehrlich, einfühlsam, ehrgeizig, offen und grundlegend sehr sozial
- eine sehr starke Figur in der Geschichte
- entwickelt sich immer mehr zu einem entschlossenen, starken und selbstbewussten jungen Mann
- wohnt in Pinzlau (S. 172)
- Till und er sind alte Sandkastenfreunde (S. 18)
- Er war seit 6 Jahren nicht  mehr in Ribberow
- Er fühlt sich immer unwohl, wenn er nach Ribberow kommt

### Janneks Mutter (Jensen)
- freundlich und hilfsbereit
- alleinerziehende Mutter
- Tochter von Oma Hanne
- hat kaum Kontakt zu Hanne

### Hanne Jensen
- Großmutter von Jannek
- wirkt geheimnisvoll, sehr verschlossen
- am Anfang für einige Leser eher unsympathisch, eher eine Einzelgängerin, größtenteils alleine und sehr stumm
- ihr Lebensgefährte, Janneks Opa, ist bereits seit einigen Jahren verstorben

### Frank Schelk
- die Leiche, die im Dorfteich gefunden wurde
- im Dorf aufgewachsen und war schon immer sehr beliebt bei den Frauen, jedoch unbeliebt bei den Männern, da er sehr von sich selbst überzeugt war
- wie es sich später auch herausstellt, ist er Janneks Vater.
- ist durch einen Unfall gestorben: er fiel auf einen Stein
- wurde danach mit einem Ackerpflug befestigt in den Teich geworfen
- Er war Raucher
- Seine Augen sind abgrundtief, dunkelbraun fast schwarz

### Till Hempel
- „Sandkastenfreund“ von JJ, kennen sich aus der Schule
- verbrüdert sich mit Jannek
- ist in Rike verliebt
- blondes lockiges Haar
- etwas größer als Jannek
- Sohn von Dietmar und Marianne Hempel
- ist 21 Jahre alt
- wohnt noch bei seinen Eltern in Ribberow
- ist ein ausgebildeter Polizist

### Dietmar Hempel
- Vater von Till
- Bierbauch und braune Haare
- gleiche Körpergröße wie sein Sohn
- wirkt im Laufe des Buches sehr grimmig und rätselhaft, da er Jannek und Till nichts über Schelk erzählen möchte
- ist ein Polizist

### Marianne Hempel
- Mutter von Till und die Frau von Dietmar
- sehr hilfsbereit und freundlich

### Rike Steinmann
- ist 16 Jahre alt (vgl. S. 11 & S. 15), evtl. schon 17 (vgl. S. 81), oder erst 15 (vgl. S. 75)
- Tochter von Robert und Helena Steinmann (S. 10)
- hat lockige, hellbraune Haare, graublaue Augen, eine kleine Nase, aber ein etwas kantigeres Gesicht, Grübchen und eine hohe Stirn (S. 17f, S. 40)
- ein bisschen verschlossen und wirkt auf die beiden Jungs geheimnisvoll
- liebt Fahrrad fahren (S. 41)
- gärtnert (S. 77)
- ist Vegetarierin (S. 18)
- Violinistin (S. 18)

### Robert Steinmann
- Rikes Vater
- alleinerziehend
- hat einen braunen dichten langen Vollbart, graubraune Haare, markante Wangenknochen, starke Augenbrauen
- insgesamt eher ein ungepflegtes Äußeres
- wird im Dorf als „Waldeinstein“ bezeichnet
- macht seit dem Tod seiner Frau Skulpturen aus Schrott

### Helena Steinmann
- Rikes Mutter
- erhängte sich vor 5 Jahren im Wald, ohne einen Abschiedsbrief zu hinterlassen
- sehr unglücklich
- depressiv

## Informationen zur Autorin
Die Autorin Franziska Gehm wurde 1974 in Sondershausen geboren. Nach ihrem Studium in Deutschland, England und Irland arbeitete sie bei einem Wiener Radiosender, an einem Gymnasium in Dänemark und bei einem Kinderbuchverlag. Heute (2018) lebt sie als Autorin und Übersetzerin mit ihrer Familie in München. Sie hat mittlerweile zahlreiche Kinder- und Jugendbücher veröffentlicht, die in viele Sprachen übersetzt wurden.

## Auszeichnungen
Der Tote im Dorfteich war 2009 für den Hansjörg-Martin-Preis nominiert, einen Preis für den besten Kinder- oder Jugendkrimi des Jahres. Er wird von einer Jury, Autoren, Kinder und Jugendlichen bestimmt.

## Interpretationen, Rezensionen und Projekte
- „Meisterlich erzählt!“ Auswahlliste zum Hansjörg-Martin-Preis
- „Ein spannender Thriller mit überraschendem Schluss. Unbedingt lesen – am besten an einem Abend mit Wind, Gewitter und einem tropfenden Wasserhahn.“ Bulletin Jugend & Literatur
- „Die Autorin Franziska Gehm erzählt authentisch und spannend, ohne dabei allzu schwer zu wirken. Ein klasse Buch für gemütliche Lesestunden unter der warmen Bettdecke.“
- Geolino[3]
- BücherTreff.de[4]
- Stadt Greven: Schulprojekt[5]

### Ausgaben
- Franziska Gehm: Der Tote im Dorfteich. Sauerländer, Düsseldorf 2008, ISBN 978-3794170661.
- Franziska Gehm: Der Tote im Dorfteich. Beltz, Weinheim und Basel 2010, ISBN 978-3-407-74160-8.
- Franziska Gehm: Der Tote im Dorfteich. In einfacher Sprache. Beltz, Weinheim und Basel 2019, ISBN 978-3-407-74690-0.

### Sekundärliteratur
- „Der Tote im Dorfteich“ im Unterricht. Lehrerhandreichung zum Jugendroman von Franziska Gehm, erarbeitet von Arnhild Nachreiner. Beltz, Weinheim und Basel 2010, ISBN 978-3-407-62701-8.